# Denis Guedj
Denis Guedj (Sétif, 1940-París, 24 de abril de 2010) fue un matemático francés, divulgador de las matemáticas e historiador de la ciencia. Fue profesor en la Université de Paris VIII (conocida antes como Universidad de Vincennes), además de actor y guionista.

## Biografía
Denis Guedj fue uno de los fundadores, junto con Claude Chevalley, del departamento de matemáticas del Centro Universitario Experimental de Vincennes, embrión de la Université de Paris VIII y fundado en 1969. Impartió clases de historia de la ciencia y de epistemología, y, adepto del empeño en la universidad popular, rehusaba ocuparse de labores de gestión o dirección.
Autor de ensayos y novelas que escenifican las ciencias, la matemática y su historia, colaboró en el periódico Libération de 1994 a 1997 redactando crónicas en el suplemento científico Eurêka, que han sido recopiladas para editar el libro La gratuité ne vaut plus rien.

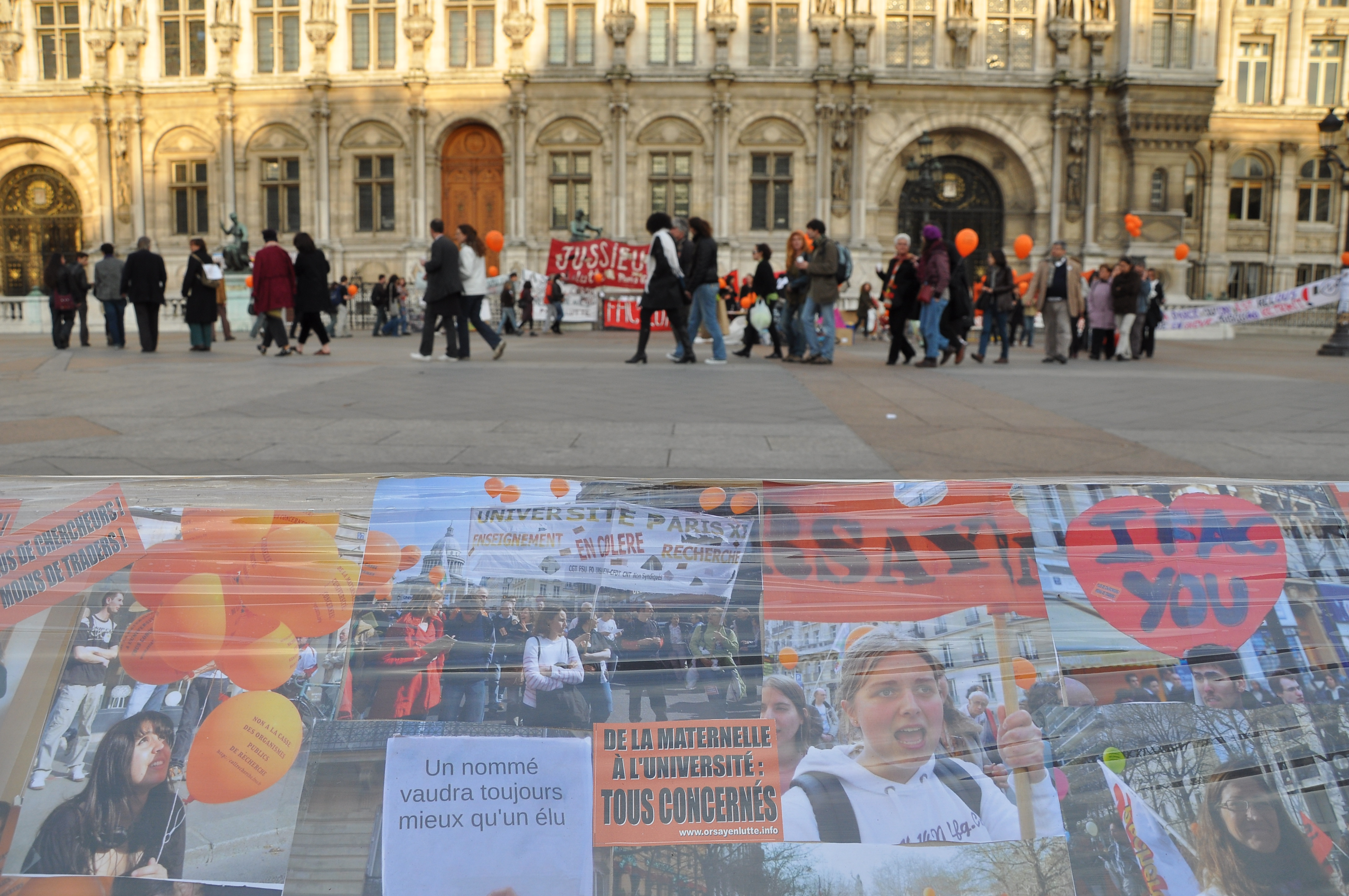
La « Ronde infinie des obstinés » en París en abril del 2009.

Conoció el éxito en 1998, con la publicación de la novela El teorema del loro – traducido a una veintena de idiomas –, que cuenta el nacimiento de las matemáticas y al cual sucedieron otros éxitos como, en el 2000, La medida del mundo, que cuenta cómo el sistema métrico se impuso durante la Revolución Francesa, o Zéro, en 2005, que explica la invención del cero a través de las cinco encarnaciones de una mujer.
En 2009 participó en la acción de protesta que unió a profesores y estudiantes, llamada "Ronde infinie des obstinés" que ocupó la parisina Place de Grève durante 1001 horas para protestar contra la loi des libertés et responsabilités des universités (LRU) ("Ley relativa a las libertades y responsabilidades de las universidades", también llamada LRU).

### Obras editadas en español
- El imperio de las cifras y los números, colección «Biblioteca de bolsillo CLAVES» (nº 10), Grupo Zeta, 1998.
- El teorema del loro, Anagrama, 1999/2000.
- La medida del mundo (La mesure du monde, en el original en francés, Éditions Robert Laffont, París, 1997; primera edición en español en la colección Histórica, junio de 1998, traducido por Manuel Serrat Crespo; primera edición en la colección Ediciones de Bolsillo, núm. 15/1, Muchnik Editores/Ediciones Península, Barcelona, noviembre del 2001, 414 pp., ISBN 84-7669-504-7; Anagrama, 2003) (obra ganadora del Prix de l'Institut 1989)
- Las matemáticas explicadas a mis hijas, Paidós, 2009.
- El imperio de los números, colección «Biblioteca ilustrada» (nº 9), Blume, 2012.

### Filmografía
- Para Le maître de lumière (El maestro de la luz), ayudó al director de fotografía Henri Alekan iluminando las armaduras de los samuráis.
- 1978: La vie, t'en as qu'une (La vida, sólo tienes una), ficción documental, guion y realización con Jean-Pierre Pétard y Abraham Ségal.
- 1989: J'écris dans l'espace (Escribo en el espacio), realizado por Pierre Étaix
- 2001: L'empire des nombres (El imperio de los números), documental realizado por Philippe Truffault - guionista y narrador.